# Список умерших в 895 году

## Август
- 24 августа — Гутфрит I, король Йорвика (883—895)[1].

## Сентябрь
- 21 сентября — Минамото-но Тору, японский поэт и государственный деятель.

## Дата смерти неизвестна или требует уточнения
- Абу Ханифа ад-Динавари, мусульманский учёный-энциклопедист, автор трудов в области астрономии, сельского хозяйства, ботаники, металлургии, географии, математики и истории[2].
- Альмош, полулегендарный вождь, предводитель союза венгерских племён (надьфейеделем).